# El Bonillo
El Bonillo är en ort i Spanien.   Den ligger i provinsen Provincia de Albacete och regionen Kastilien-La Mancha, i den centrala delen av landet, 190 km sydost om huvudstaden Madrid. El Bonillo ligger 1 069 meter över havet och antalet invånare är 3 161.
Terrängen runt El Bonillo är huvudsakligen platt. El Bonillo ligger uppe på en höjd. Runt El Bonillo är det mycket glesbefolkat, med 6 invånare per kvadratkilometer. Närmaste större samhälle är Munera, 11,4 km nordost om El Bonillo. Omgivningarna runt El Bonillo är i huvudsak ett öppet busklandskap.